# Nothing Is Keeping You Here
«Nothing Is Keeping You Here» es el segundo sencillo del álbum Foot of the Mountain de la banda a-ha. Es la séptima canción del álbum. Está escrita y compuesta por Paul Waaktaar-Savoy, mezclada por Steve Osborne en los Real World Studios (Reino Unido) y producida por Roland Spremberg.

## Sencillo
La canción fue lanzada como el segundo sencillo del álbum en el Reino Unido el 21 de septiembre de 2009 en descarga digital e inicialmente iba a ser exclusivo para esa región, pero finalmente salió también en Alemania en formato CD el 20 de noviembre de 2009.
Aunque él fue anunaciado antes que "Shadowside", este último salió antes.
| Descarga digital |                                               |                     |          |  |
| N.º              | Título                                        | Escritor(es)        | Duración |  |
| 1.               | «Nothing Is Keeping You Here» (Radio Edit)    | Paul Waaktaar-Savoy | 3:20     |  |
| 2.               | «Nothing Is Keeping You Here» (Album Version) | Paul Waaktaar-Savoy | 3:16     |  |
| 6:36             |                                               |                     |          |  |

| CD   |                                                     |                     |          |  |
| N.º  | Título                                              | Escritor(es)        | Duración |  |
| 1.   | «Nothing Is Keeping You Here» (Single Edit)         | Paul Waaktaar-Savoy | 3:04     |  |
| 2.   | «Nothing Is Keeping You Here» (Steve Osborne Remix) | Paul Waaktaar-Savoy | 3:20     |  |
| 6:24 |                                                     |                     |          |  |

## Vídeo musical
La canción cuenta con un vídeo musical que consiste en la banda interpretando el tema sobre distintos escenarios acompañados de efectos especiales varios. Pese a acompañar al segundo sencillo, el vídeo es el tercero grabado, después de rodar el vídeo para la canción "Shadowside".
El vídeo está dirigido por Uwe Flade, quien también dirigió el vídeo para "Shadowside". El vídeo se encuentra disponible en la edición especial del álbum Foot of the Mountain y en la web oficial de a-ha, pero no ha sido lanzado como parte del sencillo.